# Astaena producta
Astaena producta är en skalbaggsart som beskrevs av Bates 1891. Astaena producta ingår i släktet Astaena och familjen Melolonthidae. Inga underarter finns listade.